# Juan Jorge Giha (Sportschütze, 1955)
Juan Jorge Giha Yarur (* 23. April 1955 in Santiago de Chile) ist ein ehemaliger peruanischer Sportschütze in der Disziplin Skeet. 1992 war er Olympiazweiter und 1997 Weltmeisterschaftsdritter in dieser Disziplin.

## Sportliche Laufbahn
Juan Jorge Giha ist der Sohn des Sportschützen Juan Jorge Giha senior, der 1972 bei den Olympischen Spielen in München den 49. Platz in der Disziplin Trap belegt hatte. Acht Jahre nach dem Olympiastart seines Vaters nahm Juan Jorge Giha 1980 in Moskau erstmals an Olympischen Spielen teil und belegte im Skeet den 25. Platz. 1984 in Los Angeles folgte der 53. Platz, 1988 in Seoul war er 27. 1989 belegte Giha bei den Amerikameisterschaften den sechsten Platz.
Bis zu den Olympischen Spielen 1992 in Barcelona wurden die Wurftaubendisziplinen als Mixed-Wettbewerb ausgetragen, das heißt Männer und Frauen nahmen am gleichen Wettbewerb teil. In der Qualifikation in Barcelona traf die Chinesin Zhang Shan 200 von 200 Scheiben, Giha erreichte als gemeinsamer Dritter mit 198 Treffern das Finale. Im Finale siegte die Chinesin mit 23 Treffern und gewann Gold. Dahinter erreichten drei Schützen mit 198 Treffern in der Qualifikation und 24 Treffern im Finale das Shootout. Im Ausschießen gewann Juan Jorge Giha Silber vor dem Italiener Bruno Rossetti und dem Rumänen Ioan Toman.
1993 fanden die Amerikameisterschaften in Lima statt, Giha belegte den vierten Platz. Bei den Weltmeisterschaften 1994 belegte er den 40. Platz im Jahr darauf erreichte er Rang 31. Vor seiner fünften Olympiateilnahme 1996 in Atlanta hatte er beim Weltcup in Atlanta den 13. Platz belegt. Im olympischen Wettbewerb erreichte er lediglich den 42. Platz. 1997 fanden die Weltmeisterschaften in Lima statt. Es siegte der Weltmeister von 1995 Abdullah Al Raschidi aus Kuwait vor dem Olympiasieger von 1996 Ennio Falco aus Italien und Juan Jorge Giha. Giha belegte bei den Olympischen Spielen 2000 in Sydney den 49. Platz, 2003 war er 79. der Weltmeisterschaften.